# Weiz
Weiz är en stadskommun i det österrikiska förbundslandet Steiermark. Staden ligger i östra Steiermark cirka 25 km nordost om Graz. Weiz är huvudort i distriktet med samma namn.

## Historia
På 1100-talet koloniserades området av nybyggare och kring 1130 byggdes en fästning som skydd och centrum för nybyggarna. Fästningen omnämndes 1152 som Castrum Wides. Benämningen som ursprungligen är namnet på bäcken vid vilken fätsningen ligger är förmodligen keltisk. Vid fästningen grundades ett litet samhälle som omnämndes för första gången 1180. Då var det förmodligen redan en köping.
1889 invigdes järnvägen Gleisdorf – Weiz. Tre år senare grundade ingenjören och företagaren Franz Pichler ett elektroteknikföretag vilket satte fart på ortens utveckling till industristad. 1932 blev Weiz stad.

## Kommunen
Kommunen består av sju orter (Ortschaften) (inom parentes invånarantal 1 januari 2024):

- Büchl (288)
- Farcha (105)
- Krottendorf (887)
- Nöstl (272)
- Preding (741)
- Regerstätten (105)
- Weiz (9 595)

Kommunen fick sin nuvarande form den 1 januari 2015 genom en sammanslagning av kommunerna Weiz och Krottendorf (som omfattade övriga orter i den nuvarande kommunen).

## Byggnader
- Stadskyrkan – från 1300-talet med barocka tillbyggnader från 1644. Orgel av Ferdinand Schwarz från 1769.
- Mariakyrkan på Weizberget nordöst om staden – senbarock vallfärdskyrka från 1757/58.
- Slottet Thannhausen – renässansslott med arkadgård, hörntorn och takryttare (klocktornet). Slottet som inrymmer en vapensamling är i privat ägo.
- Slottet Radmannsdorf – i slottet som är från senrenässansen har idag tingsrätten sitt säte.

## Näringsliv
Weiz är industristad. Största arbetsgivare med mer än 1000 medarbetare är VA Tech Elin EBG som har sina rötter i Franz Pichlers elektronikföretag från 1892. Företaget ägs sedan 2006 av Andritz AG. Andra industriföretag är Magna Steyr som producerar bilkomponenter och Weitzer Parkett.

## Kommunikationer
Weiz ligger vid lokalbanan Gleisdorf – Weiz. Från Weiz startar Feistritztalbanan, en smalspårig järnväg som idag bara trafikeras av godståg och museitåg.
Genom Weiz går riksvägarna B64 från Gleisdorf till Frohnleiten och B72 från Graz till Krieglach.

## Kända personer från Weiz
- Franz Pichler - tekniker, företagare, grundare av företaget VA Tech Elin EBG
- Frank Stronach - företagare, grundare av koncernen Magna
- Hannes Schwarz - konstnär
- Kurt Weber - konstnär

## Vänorter
- Ajka, Ungern
- Offenburg, Tyskland
- Grodzisk Mazowiecki, Polen